# Portrait du petit Subercaseaux
Le Portrait du petit Subercaseaux est une peinture à l'huile sur toile (170 × 78,5 cm) du peintre italien Giovanni Boldini datée de 1891. Elle est conservée au musée Giovanni Boldini à Ferrare. Elle représente Pedro Subercaseaux (1880-1956) ou Luis (1882-1973), l'un des deux fils du diplomate chilien Ramón Subercaseaux Vicuña.

## Histoire
Boldini avait rencontré Ramón Subercaseaux Vicuña par l'intermédiaire de John Singer Sargent, dont il avait repris la demeure-atelier du boulevard Berthier :la famille Subercaseaux-Errázuriz, qui résidait à Paris depuis 1874, entretenait des relations professionnelles et amicales étroites avec John Singer Sargent vers 1880, et il est probable que ce soit l'Américain qui présenta Boldini à la famille dont il dépeint plusieurs membres. 
Dans ses Memorias, Pedro rappelle que son père a commandé plusieurs portraits de la famille à Boldini, dont un le représentant avec son frère réalisé en 1887, aujourd'hui dans une collection privée. Bien qu'il ne mentionne pas cette œuvre, compte tenu de l'âge des frères et faisant une comparaison avec le double portrait de 1887, on peut émettre l'hypothèse que le tableau conservé au musée de Ferrare représente l'auteur des Memorias et qu'il a été réalisé par Boldini non pas sur commande, mais à l'occasion d'une des nombreuses visites que Ramón avait l'habitude de faire à des amis artistes avec Pedro. Cette hypothèse expliquerait pourquoi la toile, au lieu d'appartenir à la famille chilienne, est restée chez le peintre et est parvenue directement dans les collections civiques. 
Le tableau a été exposé au Salon de la Société nationale des beaux-arts avec celui de la jeune Errázuriz en 1891 et 1892. Exposé avec succès à la troisième Jahresausstellung de Munich en 1891, il vaut à l'artiste une médaille d'or de premier ordre et les éloges de la critique allemande : « Boldini démontre avec ses portraits qu'il domine, comme aucun autre peintre, une sphère sociale déterminée dans sa totalité, et ce qu'il extrait et dépeint est réel, et  toujours l'expression de chacune de leurs existences ».

## Analyse
Ce tableau est l'une des œuvres les plus représentatives de la maturité de Boldini et, sans aucun doute, l'un de ses portraits les plus réussis, dans sa conjugaison parfaite d'une culture muséale classique et d'une technique picturale moderne. D'un point de vue stylistique, avec sa gamme chromatique sobre et très raffinée jouant exclusivement sur diverses tonalités de blanc, de noir et de gris, il se réfère au grand art du portrait espagnol du XVIIe siècle, et en particulier à Diego Vélasquez dont Boldini a pu admirer les créations à Madrid lors de son voyage en Espagne en 1889 en compagnie d'Edgar Degas. Cet ouvrage se distingue par sa remarquable capacité d'analyse psychologique du modèle, rendue à travers son langage corporel : assis sur le divan de l'atelier, le garçon de onze ans s'agace des longues séances de pose, et son regard trahit, outre son agitation d'enfant, une inquiétude qui annonce sa puberté naissante.